# サンティアゴ・ベルナベウ
- サンティアゴ・ベルナベウ
- サンチャゴ・ベルナベウ

サンティアゴ・ベルナベウ・デ・ジェステ（Santiago Bernabéu de Yeste、1895年6月8日 - 1978年6月2日）は、スペインのアルバセテ出身のサッカー選手、リーガ・エスパニョーラのレアル・マドリードの元選手であり、1943年から亡くなる1978年までレアル・マドリードの会長も務め、クラブの黄金時代を築いた。現役時代のポジションはFW。
その名はレアル・マドリードのホームスタジアムであるエスタディオ・サンティアゴ・ベルナベウに残っている。

## 経歴

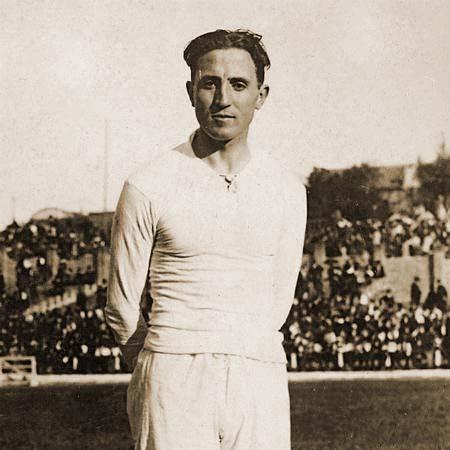
現役時代のベルナベウ

幼い頃にマドリードへと引っ越したベルナベウは、14歳でレアル・マドリードのジュニアチームに入団。1912年、ソテロ・アラングレンが試合に間に合わなかったため、急遽トップチームへ引き上げられレアル・マドリードの選手としてデビューする機会を得た。晩年はキャプテンも務め、200を超える得点を挙げた。1927年に現役を引退。
引退後もクラブに関わり、スポーツ・ディレクターやアシスタント・コーチ、監督などを経て1943年9月15日にレアル・マドリードの会長となる。まずベルナベウは、スペイン内戦によって使用できなくなったエスタディオ・チャマルティンに代わる新たなスタジアムを建設するための土地を購入し、ヌエボ・エスタディオ・チャマルティンと名付けられたスペイン最大のスタジアムを建設した。同年、かつてレアル・マドリードでもプレーし、スペイン代表を率いていたジャシント・キンコセスを招聘した。
1952年、スペイン遠征に来ていたアルフレッド・ディ・ステファノを獲得すると、レアル・マドリードはベルナベウも設立に携わったUEFAチャンピオンズカップで優勝。その後もフランシスコ・ヘントやレイモン・コパ、フェレンツ・プスカシュらを擁したチームは黄金期を迎え、5年連続でヨーロッパ王者となった。
1963年、レアル・マドリードの練習施設としてシウダード・デポルティバを建設した。
1978年死去。ベルナベウが亡くなった翌日のアルゼンチンW杯の試合では、1分間の黙祷が捧げられた。ベルナベウが亡くなった翌年からは、ベルナベウに捧げるトーナメントとしてトロフェオ・サンティアゴ・ベルナベウが開催されている。2002年、FIFA功労賞を受賞。